# Arianna Castiglioni
Arianna Castiglioni (née le 15 août 1997 à Busto Arsizio) est une nageuse italienne, spécialiste de la brasse.

## Biographie
Lors de ses débuts internationaux chez les seniors à 17 ans, aux Championnats d'Europe de 2014, Arianna Castiglioni est médaillée de bronze sur le 100 m brasse. Quatre ans plus tard, elle rafle là aussi la médaille de bronze sur le 100 m brasse aux Championnats d'Europe de 2018.
Le 7 décembre 2019 elle termine 2e du 100 m brasse derrière Martina Carraro.

## Palmarès

### Championnats d'Europe

#### En grand bassin
- Championnats d'Europe 2014 à Berlin (Allemagne) :
  -  médaille de bronze sur 100 m brasse.
- Championnats d'Europe 2016 à Londres (Royaume-Uni) :
  -  médaille d'argent au titre du relais 4 × 100 m quatre nages (ne participe qu'aux séries).
- Championnats d'Europe 2018 à Glasgow (Royaume-Uni) :
  -  médaille de bronze sur 50 m brasse
  -  médaille de bronze sur 100 m brasse.

#### Petit bassin
- Championnats d'Europe 2019 à Glasgow (Royaume-Uni) :
  -  Médaille d'argent du 100 m brasse.